# Burg Lichtenfels (Dornhan)
Die Burg Lichtenfels ist eine hochmittelalterliche Burgruine bei Leinstetten im Landkreis Rottweil in Baden-Württemberg, Deutschland.

## Geographische Lage
Die Ruine der einstigen Höhenburg liegt zwischen den Dornhaner Ortsteilen Leinstetten und Bettenhausen in etwa 500 m Höhe über NN über dem Tal der Glatt.

## Geschichte
Die aus dem 12. Jahrhundert stammende Burg war vermutlich eine Gründung der Grafen von Hohenberg.
Das Adelsgeschlecht derer von Lichtenfels war verwandt mit den Herren von Dettingen, mit denen sie das Wappen teilten.
Bei der Schlacht bei Leinstetten im Jahr 1298 kam es zur ersten Zerstörung der Burg. Im Jahr 1423 ist die Burg teilweise im Besitz der Grafen von Zollern. Im 15. Jahrhundert ließ die Gräfin Henriette von Württemberg den Lichtenfels belagern. Graf Friedrich von Zollern wurde gefangen genommen. Die zerstörte Burg wurde nicht wieder aufgebaut und zugunsten von Schloss Leinstetten verlassen.
Ende 20. Jahrhunderts ist die Burgruine im Besitz der Freiherrn von Podewils und wurde grundlegend saniert.

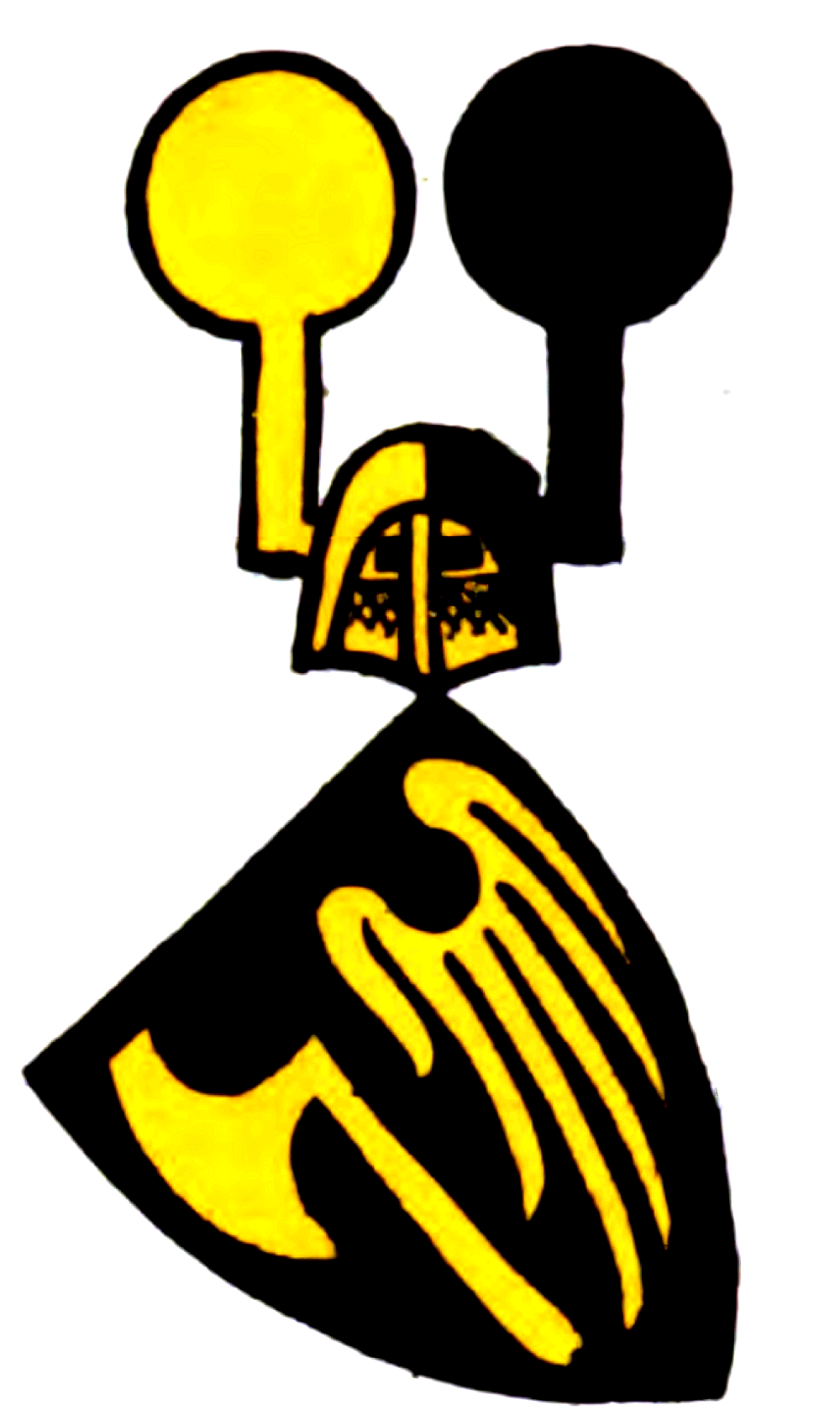
Wappen derer von Lichtenfels, Zürcher Wappenrolle, ca. 1340
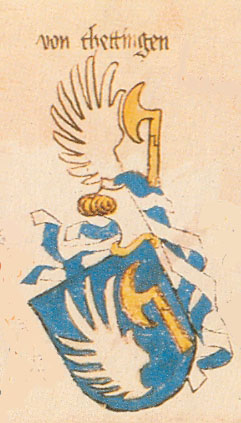
Wappen derer von Dettingen, Ingeram Codex, 1459

## Baubeschreibung
Von der einstigen Burganlage sind die Schildmauer gänzlich und ein daran anschließendes Teilstück der Südmauer teilweise erhalten. Der ehemalige Burggraben ist noch in Ansätzen rund um den Burghügel erkennbar. Die Ruine ist frei zugänglich.